# Tangara johannae
La tangara bigotuda, tangara bigotiazul o tángara de bigotes azules (Tangara johannae) es una especie de ave paseriforme de la familia Thraupidae, perteneciente al numeroso género Tangara. Es nativa del noroeste de América del Sur.

## Distribución y hábitat
Se distribuye por la pendiente del Pacífico del oeste de Colombia (al sur desde Chocó), hasta el noroeste de Ecuador (Esmeraldas).
Esta especie es considerada de rara a localmente común en sus hábitats naturales: el dosel y los bordes del bosque húmedo y bosques secundarios en áreas costeras, clinas o elevaciones hasta los 1000 m de altitud, generalmente por debajo de 800 m s. n. m.

## Estado de conservación
La tangara bigotuda ha sido calificada como casi amenazada por la Unión Internacional para la Conservación de la Naturaleza debido a la sospecha de que su población, todavía no cuantificada, se encuentre en decadencia moderadamente rápida debido a la destrucción de hábitat en la región de Chocó, causada por la explotación maderera, colonización y establecimiento de ganadería y plantaciones.

## Descripción
Mide en promedio 13,5 cm de longitud. El plumaje es principalmente verde; presenta el malar de color turquesa y un antifaz de contorno del ojo y parche en la garganta negros, mientras que la grupa es de color amarillo dorado. Las alas y cola son negras con bordes azules.